# 欺詐偶像
《欺詐偶像》（日语：さばドル）又譯《鯖魚偶像》，是東京電視台播放的日本電視劇（每週五24:53 - 25:23，JST），由渡邊麻友主演。

## 概要
渡邊麻友（AKB48）初次主演的電視劇。
以渡邊「實際年齢38歳而往小虛報了21歳的高中教師」的設定，描寫她的二重生活的喜劇。
與電視劇同時進行，《週刊Young Magazine》（講談社）連載了漫畫版。畫家是中村秋廣。
第一期單行本定於2012年3月26日（即渡邊麻友18歲生日）發售。

## 登場人物

### 宇佐家
- 宇佐 蜆 (38)  - 渡邊麻友（AKB48）
38歲。都立無謀工業高中教師。担当科目是古文科，在學生面前毫無存在感。是「渡邊麻友」的真實身分。
- 宇佐 蜊 (36) - 安藤玉惠
36歲。宇佐蜆的妹妹。唯一知道「渡邊麻友」真實身分的人。總是很積極的幫姊姊做好「渡邊麻友」的身分。
- 法蘭西斯
宇佐蜆飼養的寵物龜。名字的由來來自於「渡邊麻友」喜歡的「義呆利」裡的法蘭西斯哥哥。

### 無謀工業高校3年2組
- 梨本 佑司 - 若葉龍也
令宇佐蜆十分頭痛的三人組的帶頭，「渡邊麻友」的瘋狂粉絲，在教室後方自行製作了「渡邊麻友」的神壇。為保護宇佐蜆而將ウタマロ打傷，差點被退學。志向是做汽車維修。後來愛上宇佐蜆。
- 合田 晋平 - 中村織央
令宇佐蜆十分頭痛的三人組之一，表面上支持「渡邊麻友」，實際上是AKB48另一成員市川美織的粉絲。
- 夏野 太 - 斎藤嘉樹
令宇佐蜆十分頭痛的三人組中的智囊，同年級中成績最突出者，總是會替三人組解惑。但基本上來說，都不是正確的知識。表面上是渡邊麻友的粉絲，實際上是多田愛佳的粉絲。
- 田端 剛男 - 三浦力
梨本佑司在學校的主要競爭對手，是菊地あやか的瘋狂粉絲，在教室裡自行製作了菊地あやか的神壇。
- 林葉 武彦 - 土平ドンペイ
宇佐蜆的同事。卡巴迪社的主顧問，一直想說服宇佐蜆當任社團副顧問。有同性戀傾向。表面上看來是熱血的體育老師，實際上主要擔任課目是英文。受佐藤實的指使，偷出宇佐蜆的包包。

### Production野木
藝能事務所。名稱Production野木（Nogi）影射現實中渡邊麻友所屬的事務所Production尾木（Ogi）和乃木坂46（Nogizaka46）。
- 野木 玉子 - 高橋瞳
「渡邊麻友」所屬的藝能事務所社長。
- 大河原 卓三 - 坂田聰
「渡邊麻友」的經紀人。

### 其他
- 走廊奔跑隊7 - 仲川遥香、多田愛佳、菊地あやか、平嶋夏海、小森美果、岩佐美咲
AKB48另編成的子團體，由「渡邊麻友」擔任中央位置。
- 乃木坂46
由官方組成作為AKB48競爭對手的偶像團體。
- ウタマロ - 神永圭佑
人氣樂隊「Chiquitita」的主唱。據傳只要跟他說上話就會懷孕，愛好女色出名。對「渡邊麻友」的稱呼是七個吉他Chiquitita（可愛小孩的意思）。
- 佐藤 實 - 村上航
宇佐あさり的男朋友，就業補習班老師，嗅覺驚人，「渡邊麻友」的粉絲。
- 小佐藤 - 田中聰元
「渡邊麻友」的廣播節目「SMILE Radio」的製作人。

### 特別演出
第1・3 - 4・6 - 7・10話
- 市川 美織 - 市川美織（AKB48）
出現在合田晋平的幻想之中。

第1・4話
- 織原 静男 - 佐藤幸司
niraikanai出版「休日空間」編輯。

第8話
- 中曽根 龍二 - 麿赤児

第10話
- 多田愛佳 - 多田愛佳（AKB48）
出現在夏野 太的幻想之中。

## 工作人員
- 企劃・制作 - 秋元康
- 腳本 - 根本ノンジ
- 音樂 - MOKU
- OP旁白 - 宗方脩
- 製作人 - 合田知弘（東京電視台）、阿比留一彦（電通）、椋樹弘、田中誠一（電通）
- 助理製作人 - 佐藤永麻（東京電視台）、熊谷隆宏（秋元康事務所）、武藤大司（電通）
- 監督 - 佐藤太
- 制作・著作 - 東京電視台、電通

## 主題曲
- 片頭曲：渡邊麻友《怦然心動》[1]（Sony Music Records）
- 片尾曲：渡邊麻友《鯖魚罐頭》[2]（Sony Music Records）

## 播放列表
| 各話                                               | 播放日        | 副標題                             | 收視率 |
| -------------------------------------------------- | ------------- | ---------------------------------- | ------ |
| 第1話                                              | 2012年1月13日 | ｢わたしの正体、教えまゆゆ」        | 2.6%   |
| 第2話                                              | 2012年1月20日 | ｢電撃移籍でガンバリまゆゆ」        | 2.7%   |
| 第3話                                              | 2012年1月27日 | ｢ホントの気持ちを探しまゆゆ」      | 1.9%   |
| 第4話                                              | 2012年2月3日  | ｢誰がセンターか決めまゆゆ！」      | 1.6%   |
| 第5話                                              | 2012年2月10日 | ｢大ピンチ！生放送で困りまゆゆ」    | 2.4%   |
| 第6話                                              | 2012年2月17日 | ｢熱愛発覚?!でお騒がせしまゆゆ」    | 2.3%   |
| 第7話                                              | 2012年2月24日 | ｢ソロライブで緊張しまゆゆ」        | 1.5%   |
| 第8話                                              | 2012年3月2日  | 「大喧嘩!わたしだって怒りまゆゆ」  | 1.7%   |
| 第9話                                              | 2012年3月9日  | 「自信喪失！教師失格で悩みまゆゆ」 | 1.3%   |
| 第10話                                             | 2012年3月16日 | 「史上最悪の一日になりまゆゆ」     | 1.8%   |
| 第11話                                             | 2012年3月23日 | ｢正体発覚！どこまでも逃げまゆゆ」  | 1.8%   |
| 最終話                                             | 2012年4月6日  | ｢今日で私を卒業しまゆゆ」          | 2.5%   |
| 平均收視率 2.0% （Video Research對關東地區的調查） |               |                                    |        |

## 播放電視台、播放時間
| 播放地區   | 播放電視台          | 系列           | 播放期間               | 播放日時             | 備註   |
| ---------- | ------------------- | -------------- | ---------------------- | -------------------- | ------ |
| 關東廣域圏 | 東京電視台（TX）    | 東京電視台系列 | 2012年1月13日－4月6日  | 星期五 24:53 - 25:23 | 制作局 |
| 福岡縣     | TVQ九州放送（TVQ）  | 東京電視台系列 | 2012年1月23日－4月16日 | 星期一 24:53 - 25:23 | 遅10日 |
| 熊本縣     | 熊本放送（RKK）     | TBS系列        | 2012年1月30日－4月23日 | 星期一 25:25 - 25:55 | 遅17日 |
| 北海道     | 北海道電視台（TVh） | 東京電視台系列 | 2012年2月2日－4月26日  | 星期四 25:00 - 25:30 | 遅20日 |

## 備註
1. ↑  渡邊麻友的獨唱曲，單曲於2012年2月29日發售。
2. ↑  2012年2月29日發售的單曲《同步心跳》的B面曲。
3. ↑  札幌電視台（STV，日本電視台系列）於星期四25:18 - 25:48會播放渡邊不定期出演的《AKBINGO!》，於是會發生撞車現象。

## 外部連結
- 官方網站 （页面存档备份，存于）

| 東京電視台 每週五24:53 - 25:23               | 東京電視台 每週五24:53 - 25:23           | 東京電視台 每週五24:53 - 25:23 |
| -------------------------------------------- | ---------------------------------------- | ------------------------------ |
|                                              | 欺詐偶像 （2012年1月13日－2012年4月6日） |                                |
| 未確認少女 （2011年10月7日－2011年12月23日） | 戀愛之館 （2012年4月13日－）             |                                |